# Galáxia satélite
Galáxia satélite, em termos gerais, é um sistema em que uma galáxia menor orbita uma outra de tamanho maior (também conhecida como galáxia primária), por causa da interação gravitacional entre elas, de maneira semelhante à interação entre os planetas do Sistema Solar e o Sol. Uma galáxia pode ter uma ou mais galáxias satélites, um exemplo conhecido são as Nuvens de Magalhães, visíveis no hemisfério celestial sul, orbitam a nossa Galáxia, a Via-Láctea. Outro exemplo também conhecido são M32 e M110, que orbitam a galáxia de Andrômeda (M31).

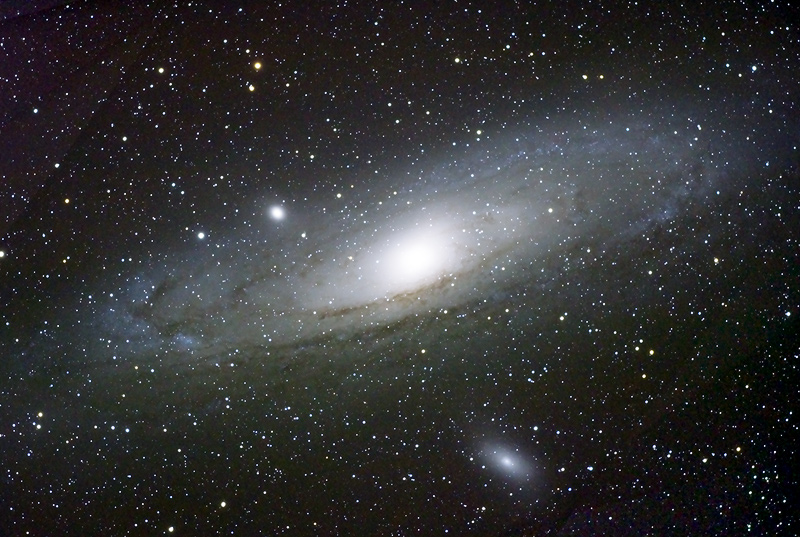
M31 e suas galáxias satélites, M32 e M110.

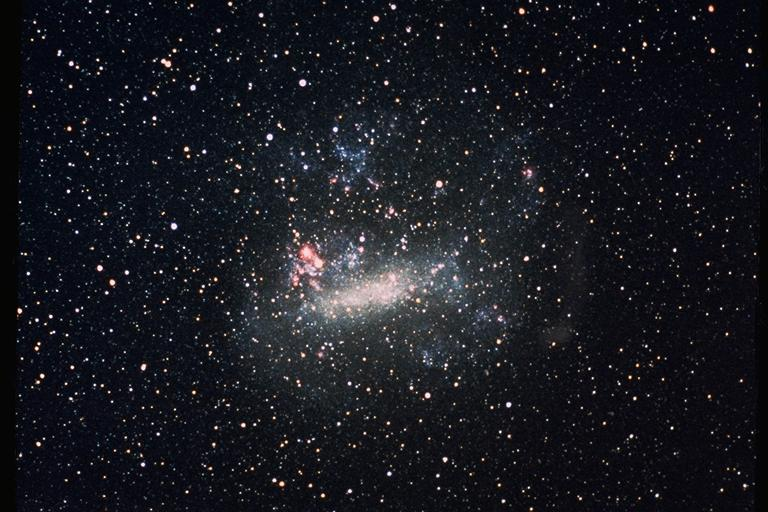
Grande Nuvem de Magalhães, uma galáxia satélite
da Via-Láctea.

## As galáxias satélites da Via-Láctea (I)
Identificar galáxias satélites não é uma tarefa muito fácil, pois algumas têm um brilho superficial fraco, e são, geralmente, inexpressivas, e às vezes, suas estrelas se confundem com as estrelas da nossa própria Galáxia. As Nuvens de Magalhães são visíveis porque, no passado, elas eram pequenas galáxias espirais, e a força gravitacional da nossa Galáxia distorceu as suas formas deixando-as com aparência irregular, e com isso, fez com que a formação estelar surgisse com rapidez, e o resultado é o brilho que ambas têm até os dias de hoje.

## As galáxias satélites da Via-Láctea (II)
Aqui estão listadas algumas galáxias satélites mais conhecidas da nossa Galáxia: a Grande Nuvem de Magalhães, a Pequena Nuvem de Magalhães, Anã do Escultor, Anã da Ursa Menor, Anã de Draco, Anã de Carina, Anã Elíptica de Sagitário, Anã de Fornax, Anã de Canis Major e Anã de Sextans.

### Anã do Escultor
Fica na direção da constelação do Sculptor, foi descoberta por Harlow Shapley, em 1938, é um pouco maior que a galáxia anã da Ursa Menor. Estudos indicam que suas estrelas são, geralmente, velhas.

### Anã da Ursa Menor
Fica na direção da constelação da Ursa Minor, foi decoberta em 1955, aparenta ser uma galáxia muito pequena, mesmo estando muito próxima, é difícil de ser vista a não ser com um telescópio poderoso. Pelo menos as suas estrelas são mais ou menos da idade do Sol, mas por ser pequena, sua massa é muito baixa para que não deixe seu gás escapar e, assim, continuar sua formação de estrelas.

### Anã de Draco
Fica na direção da constelação de Draco, no mesmo ano em Ursa Minor Dwarf foi descoberta, tem  quase a mesma forma, em tamanho, mas esta tem estrelas um pouco mais velhas.

### Anã de Carina
Fica na direção da constelação de Carina, não se sabe o ano em que foi descoberta, e apresenta estrelas jovens, em torno de 3 bilhões de anos. Por ficar no plano da nossa Galáxia, só mesmo um poderoso telescópio para identificá-la.

### Anã Elíptica de Sagitário
Fica na direção da constelação de Sagittarius e, só foi descoberta recentemente, e por acaso, porque fica exatamente no plano da nossa Galáxia, em 1994, por astrônomos dos Estados Unidos. Ela se situa no lado oposto em que estamos, por isso foi difícil de identificá-la. Alguns astrônomos dizem que o aglomerado globular M54 deve estar associado com esta pequena galáxia.

### Anã de Fornax
Fica na direção da constelação de Fornax, foi descoberta em 1938, por Harlow Shapley. Ela é terceira maior galáxia satélite da nossa, atrás apenas das Nuvens de Magalhães. O interessante é que suas estrelas variam de idade, indo de 3 bilhões a 10 bilhões de anos.

### Anã de Sextans
Fica na direção da constelação de Sextans, foi descoberta em 1989, é uma galáxia um pouco luminosa, mas aparenta se diversas vezes maior que as galáxia anãs de Draco e Ursa Minor.

### Anã de Canis Major
É atualmente a galáxia mais próxima da Via-Láctea, fica na direção da constelação de Canis Major, foi descoberta recentemente, em 2003, por astrônomos de vários países. Está a apenas 25.000 anos-luz do Sistema Solar e 42.000 anos-luz do centro da galáxia, mais próxima do que a Anã Elíptica de Sagitário.